# تيد كوتشيف
تيد كوتشيف (بالإنجليزية: Ted Kotcheff)‏ (و. 1931  م) هو مخرج أفلام، ومنتج أفلام كندي، ولد في تورونتو، وتعلم في جامعتها.

## الأعمال

### أفلام
- استيقظ خائفا (1971)
- اضحك مع ديك وجين (1977)
- الدم الأول (1982)

### مسلسلات
- القانون والنظام: الوحدة الخاصة للضحايا (1999–2012)

## وصلات خارجية
- تيد كوتشيف على موقع IMDb (الإنجليزية)
- تيد كوتشيف على موقع ألو سيني (الفرنسية)
- تيد كوتشيف على موقع تيرنر كلاسيك موفيز (الإنجليزية)
- تيد كوتشيف على موقع أول موفي (الإنجليزية)
- تيد كوتشيف على موقع قاعدة بيانات الأفلام السويدية (السويدية)
- تيد كوتشيف على موقع إن إن دي بي (الإنجليزية)
- تيد كوتشيف على موقع قاعدة بيانات الفيلم (الإنجليزية)
- تيد كوتشيف على موقع كينوبويسك (الروسية)